# Bufonaria thersites
Bufonaria thersites is een slakkensoort uit de familie van de Bursidae. De wetenschappelijke naam van de soort is voor het eerst geldig gepubliceerd in 1846 door Redfield.